# Julia Vlassov

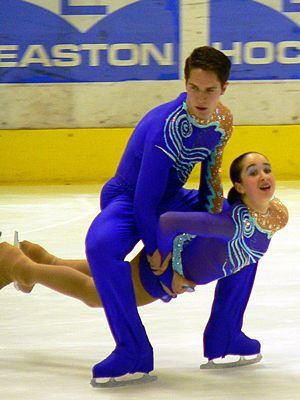
Julia Vlassov und Drew Meekins

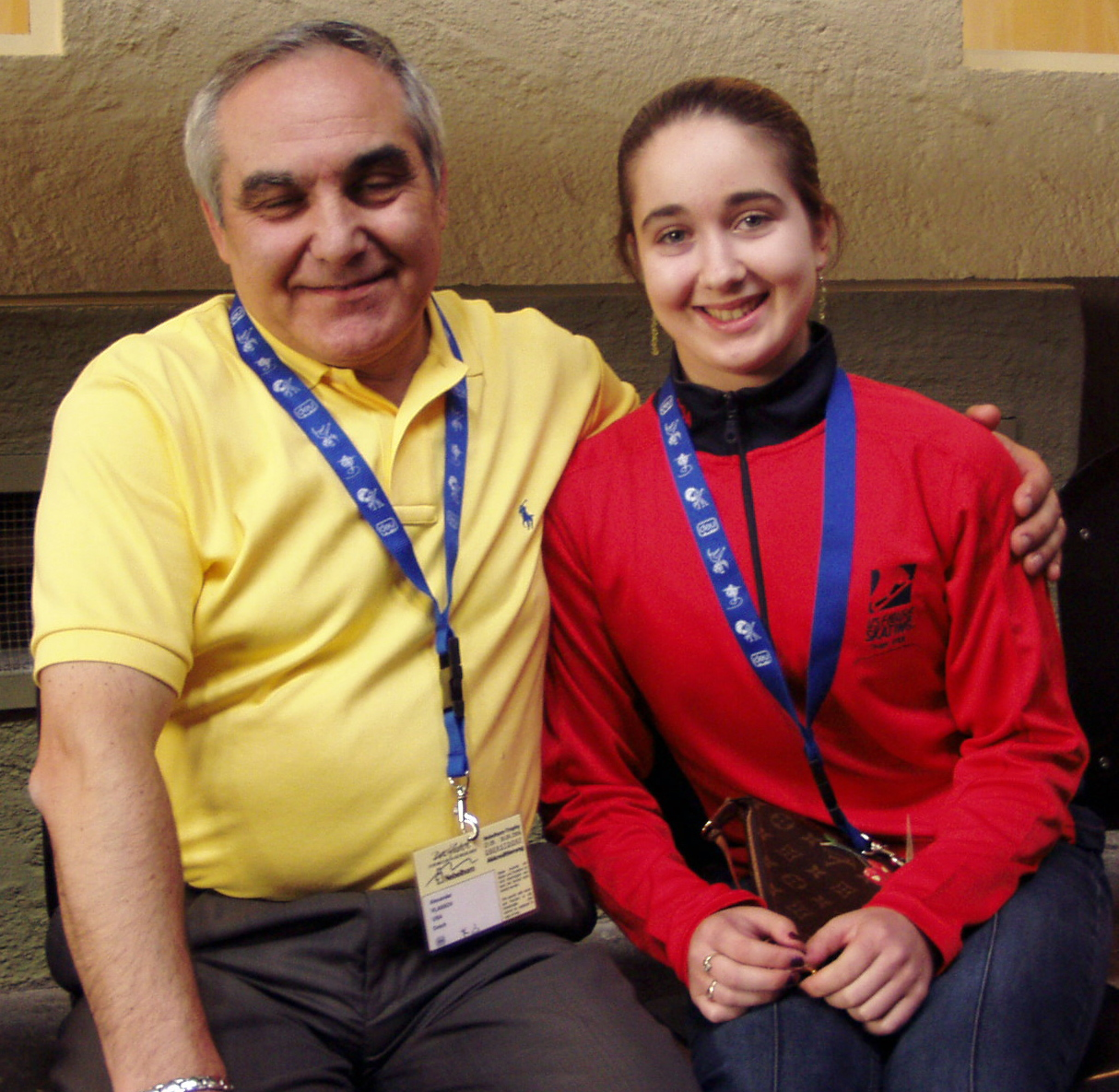
Julia Vlassov mit ihrem Vater Alexander Wlassow bei der Nebelhorn Trophy Oberstdorf 2006

Julia Vlassov (* 29. August 1990 in Leningrad, Sowjetunion als Julija Alexandrowna Wlassowa) ist eine US-amerikanische Eiskunstläuferin.
Julia Vlassov ist die Tochter des Vizeweltmeisters im Paarlauf von 1977 Alexander Wlassow. Sie ist in Leningrad in der Sowjetunion geboren. Die Familie wanderte jedoch einige Monate später noch 1990 in die USA aus.
Julia Vlassov wurde mit Eislaufpartner Drew Meekins Juniorenweltmeister bei den Sportpaaren 2006. Das Paar trennte sich im November 2007 wegen des zu geringen Größenunterschieds und der damit verbundenen begrenzten Möglichkeiten im Seniorenbereich des Paarlaufens.
Ihr neuer Partner ist der Schwede Niklas Hogner.

## Ergebnisse
| Wettbewerb/Wintersaison          | 2002–2003 | 2003–2004 | 2004–2005 | 2005–2006 | 2006–2007 | 2007–2008 |
| -------------------------------- | --------- | --------- | --------- | --------- | --------- | --------- |
| Olympische Winterspiele          | –         | –         | –         | –         | –         | –         |
| Weltmeisterschaften              | –         | –         | –         | –         | –         | –         |
| Juniorenweltmeisterschaften      | –         | –         | 9.        | 1.        | –         |           |
| Junioren Grand Prix Finale       | –         | –         | 4.        | 2.        | –         |           |
| US-amerikanische Meisterschaften | 4.N       | 1.N       | 2.J       | 3.J       | 7.        |           |
| Nebelhorn Trophy                 | –         | –         | –         | –         | 2.        |           |

- N=Novizen, J=Junioren